# Sân bay Shizuoka
Sân bay Shizuoka (静岡空港 Shizuoka Kūkō) hoặc Sân bay Shizuoka núi Phú Sĩ (富士山静岡空港 Fuji san Shizuoka Kūkō) là một sân bay hiện đang được xây dựng ở tỉnh Shizuoka, Nhật Bản. Sân bay này có diện tích 190 ha và cách núi Fuji 80 km. Sân bay bắt đầu hoạt động ngày 4 tháng 6 năm 2009..
Hãng Asiana Airlines đã cam kết mở tuyến nối với Seoul, sau khi có thỏa thuận bầu trời mở giữa Hàn Quốc và Nhật Bản.
Japan Airlines có kế hoạch thực hiện 1 chuyến bay mỗi ngày nối với Sapporo-Chitose, 3 chuyến bay một ngày nối Fukuoka.

All Nippon Airways dự kiến mở 1 ngày 1 chuyến nối với Sapporo-Chitose, và 1 chuyến nối Naha.
Dragon Air dự kiến cung cấp dịch vụ bay thuê bao giữa Shizuoka và Hồng Kông.
EVA Air dự kiến bay thuê bao giữa Shizuoka và Đài Bắc.
Continental Micronesia dự kiến bay thuê bao giữa Shizuoka với Guam.